# Tranum
Tranum är en småort i Lidköpings kommun i Västra Götalands län. Tranum är kyrkby i Tranums socken och här ligger Tranums kyrka.